# Мари-Малмыжское сельское поселение
Мари́-Малмы́жское се́льское поселе́ние — муниципальное образование в составе Малмыжского района Кировской области России.
Административный центр — село Мари-Малмыж.

## История
Мари-Малмыжское сельское поселение образовано 1 января 2006 года согласно Закону Кировской области от 07.12.2004 № 284-ЗО.

## Население
| 2010 | 2012 | 2013 | 2014 | 2015 | 2016 | 2017 |
| ---- | ---- | ---- | ---- | ---- | ---- | ---- |
| 679  | ↘653 | ↘630 | ↘616 | ↘574 | ↘544 | ↗562 |
| 2018 | 2019 | 2020 | 2021 |      |      |      |
| ↘540 | ↘509 | ↘506 | ↘495 |      |      |      |

## Состав сельского поселения
В состав сельского поселения входят 3 населённых пункта
| № | Населённый пункт | Тип населённого пункта       | Население |
| - | ---------------- | ---------------------------- | --------- |
| 1 | Ахпай            | деревня                      | 43        |
| 2 | Мари-Малмыж      | село, административный центр | 502       |
| 3 | Старый Кокуй     | деревня                      | 134       |